# Bill Russell
William Felton Russell, ameriški košarkar in trener, * 12. februar 1934, Monroe, Louisiana, ZDA, † 31. julij 2022, Mercer Island, Washington, ZDA.
Russell je bil profesionalni košarkar, ki je igral na položaju centra za Boston Celticse v NBA med letoma 1956 in 1969. Petkrat je bil izbran za najkoristnejšega igralca lige NBA in dvanajstkrat je nastopil na Tekmi vseh zvezd lige NBA ter kot osrednji del dinastije Celticsov enajstkrat v trinajstih sezonah osvojil naslov  prvaka lige NBA. Russell si s Henrijem Richardom v hokejski ligi NHL deli rekord po največ osvojenih naslovih v severnoameriških športnih ligah. Pred profesionalno kariero je San Francisco Dons popeljal do dveh zaporednih naslovov v študentski ligi  NCAA, v letih 1955 in 1956, ter kot kapetan popeljal ameriško reprezentanco do naslova olimpijskega prvaka leta 1956.
Čeprav ni posebej izstopal po igri v napadu, saj je njegovo najboljše povprečje na tekmo v sezoni 19,0 točke, pa ga mnogi uvrščajo med najboljše košarkarje vseh časov zaradi dominante igre v obrambi. Z višino 208 cm in razponom rok 224 cm je izstopal pri blokadah in branjenju enega na enega, kar je bil eden glavnih razlogov za dominacijo Celticsov v času njegove kariere. Podobno izstopal je tudi pri skokih, pri katerih je bil v štirih sezonah najuspešnejši košarkar lige NBA in je redno dosegal več kot tisoč skokov na sezono, še vedno pa je drugi najboljši košarkar v zgodovini lige NBA po skokih na tekmo. Ob Wiltu Chamberlainu je tudi edini košarkar, ki je na tekmi lige NBA dosegel več kot 50 skokov.
Russell je igral v začetku uveljavljanja temnopoltih košarkarjev, kot so bili Earl Lloyd, Chuck Cooper in Sweetwater Clifton, ter je kot prvi temnopolti košarkar pridobil status superzvezdnika lige NBA. Med letoma 1966 in 1969 je opravljal vlogo košarkarja—trenerja pri Celticsih in kot prvi temnopolti trener vodil ekipo v severnoameriških profesionalnih športih ter tudi kot prvi osvojil naslov prvaka. Leta 1975 je bil sprejet v Naismithov košarkarski hram slavnih, leta 2006 ob ustanovitvi v Hram slavnih univerzitetne košarke in leta 2007 v Mednarodni košarkarski hram slavnih. Leta 1971 je bil izbran v ekipo ob 25-letnici lige NBA, leta 1980 v ekipo ob 35-letnici lige NBA in leta 1966 med 50 najboljših košarkarjev v zgodovini lige NBA, leta 2021 pa še v ekipo ob 75-letnici lige NBA. Leta 2009 so po njem poimenovali nagrado za najkoristnejšega košarkarja finala lige NBA. Leta 2011 mu je Barack Obama podelil Predsedniško medaljo svobode za dosežke na parketu in tudi na področju civilnih gibanj. Leta 2021 je bil drugič sprejet v Naismithov košarkarski hram slavnih kot trener. Po njegovi smrti je vodstvo lige NBA upokojilo njegovo številko 6 v vseh ekipah, kar je prvi tak primer v ligi NBA in tretji v ameriških profesionalnih ligah.